# Tablado de marionetas para educación de príncipes
Tablado de marionetas para educación de príncipes es una trilogía de Ramón María del Valle-Inclán, publicada en 1926 y reeditada en 1930, en la que se integran las siguientes obras:
- Farsa infantil de la Cabeza del Dragón, previamente publicada en 1910.
- Farsa italiana de la enamorada del rey, previamente publicada en 1920.
- Farsa y licencia de la Reina Castiza, previamente publicada en 1920.